# Богдан Глишев
Богдан Борисов Глишев е български актьор.

## Биография
Роден е на 6 март 1947 г. в София. Завършва Девета гимназия през 1965 г. със специалност стругар. След казармата работи като статист в телевизията, стажант-актьор в Ямболския драматичен театър (1968), и оператор в ЦСУ. През 1973 г. завършва актьорско майсторство при Апостол Карамитев във ВИТИЗ „Кръстьо Сарафов“.
Играе в Хасковския драматичен театър (1973 – 1976) и Драматичен театър „Адриана Будевска“, Бургас (1976 – 1979). От 1979 до 2010 г. играе на сцената на Театър София. Участва и в постановки на Театър 199.
Член на САБ (1968 – 1989), „Русенски комитет“ (1988), „Клуб за защита на гласността“ (1988 – 1992).
По-известните му театрални роли са д-р Ранк в „Куклен дом“ от Хенрик Ибсен, Атос в „Тримата мускетари“ от Марк Рехелс, Аристарх в „Енергични хора“ от Василий Шукшин, Шаламов в „Миналото лято в Чулимск“ от Александър Вампилов, Тартюф в „Тартюф“ от Молиер, Жан-Жак в „Дневникът на един мъж“ от Жан-Клод Кариер, презвитер Козма в „Процесът срещу богомилите“ от Стефан Цанев, Мистър Смит в „Плешивата певица“ от Йожен Йонеско, Крап в „Последната лента на Крал“ от Самюъл Бекет, Розенкранц в „Хамлет“ от Уилям Шекспир и други.
Като театрален режисьор дебютира в Драматичен театър Ловеч с пиесата „Любица-първо лице, множествено число“.
Работи и като преводач от полски, руски и английски език.

## Награди
- Почетен знак „Златен век - печат на Симеон Велики“ (2014).
- Орден „За заслуги“ към полската култура (1998).
- Награда „за мъжка роля“ (адвокат Стоянов в „Развод по български“ на Недялко Йорданов) на Осмия национален преглед за българска драма и театър (1979).

## Театрални роли
- „Пътуване до истината“ (Лозан Стрелков) – д-р Ранк
- „Куклен дом“ (Хенрик Ибсен) – д-р Ранк
- „Тримата мускетари“ (Марк Рехелс) – Атос
- „Енергични хора“ (Василий Шукшин) – Аристарх Кузкин
- „Миналото лято в Чулимск“ (Александър Вампилов) – Шаламов
- „Тартюф“ (Молиер) – Тартюф
- „Дневникът на един мъж“ (Жан-Клод Кариер) – Жан-Жак
- „Процесът срещу богомилите“ (Стефан Цанев) – презвитер Козма
- „Плешивата певица“ (Йожен Йонеско) – мистър Смит

## Телевизионен театър
- „Център на кръга“ (1988) (Димитър Начев)
- „В полите на Витоша“ (1987) (Пейо Яворов)
- „Право на избор“ (1986) (Николай Никифоров), 2 части
- „Змейова сватба“ (1984) (от П. Ю. Тодоров, реж. Вили Цанков)
- „Смъртта на търговския пътник“ (1984) (от Артър Милър, реж. Магда Каменова) – Хуард
- „Синьобелият скреж“ (1984) (Кольо Георгиев)
- „Мечтатели“ (1984) – Живко

## Филмография
| Година      | Филми и сериали                                              | Серии  | Копродукции                                                                                       | Роля                                             |
| ----------- | ------------------------------------------------------------ | ------ | ------------------------------------------------------------------------------------------------- | ------------------------------------------------ |
| 2012        | Аз съм ти...                                                 |        |                                                                                                   | Гайтанов                                         |
| 2012        | Кантора Митрани                                              | 12     |                                                                                                   | прокурор (в 1 серия: XI)                         |
| 2006        | Приятелите ме наричат Чичо                                   |        |                                                                                                   | Симо                                             |
| 2004        | Бягството на невинните (La fuga degli innocenti)             |        | Италия                                                                                            | Криег, полковник от SS                           |
| 2003 – 2013 | По съвест (Caso di coscienza)                                | 30     | Италия                                                                                            | духовник, съдия                                  |
| 1998        | Двама мъже извън града                                       |        |                                                                                                   | мафиотския бос                                   |
| 1996        | BG – Невероятни разкази за един съвременен българин          | 2      |                                                                                                   | разказвачът във филма                            |
| 1991        | Резерват                                                     |        |                                                                                                   | шефа Генчев                                      |
| 1990        | Жесток и невинен                                             |        |                                                                                                   | Панайот Котаров – Понко                          |
| 1989        | Юдино желязо                                                 |        |                                                                                                   | ханджията Курти                                  |
| 1988 – 1996 | Новите приключения на Арсен Люпен (Le retour d'Arsène Lupin) | 20     | Франция / Канада / Италия / Швейцария / Белгия / Полша / България / Куба / Португалия / Югославия |                                                  |
| 1987        | Един ден аванс                                               |        |                                                                                                   | Теобалд Вернер                                   |
| 1986        | 19 метра вятър                                               |        |                                                                                                   | съпругът                                         |
| 1986        | Те надделяха                                                 |        |                                                                                                   | капитан Кочо Стоянов                             |
| 1985        | Константин Философ                                           | 2      |                                                                                                   | византийски заложник                             |
| 1985        | Търси се съпруг за мама                                      |        |                                                                                                   | чичо Минчо                                       |
| 1984        | Нощем с белите коне                                          | 6      |                                                                                                   | Кисьов                                           |
| 1984        | Дело 205/1913 П. К. Яворов                                   |        |                                                                                                   | Тодор Александров                                |
| 1984        | В името на народа                                            | 8      |                                                                                                   | Стоян                                            |
| 1984        | Последното приключение                                       |        |                                                                                                   | Йордан, брат на Атанас                           |
| 1983        | Константин Философ                                           | 6      |                                                                                                   | византийски заложник                             |
| 1982        | Една жена на 33                                              |        |                                                                                                   | Спас Айляков                                     |
| 1982        | Лавина                                                       |        |                                                                                                   | смахнатият алпинист                              |
| 1981        | Мера според мера                                             | 7      |                                                                                                   | Яне Сандански                                    |
| 1981        | Мера според мера                                             | 3      |                                                                                                   | Яне Сандански                                    |
| 1979        | Един хубав следобед                                          |        |                                                                                                   | архитект Иванов                                  |
| 1979        | Сами сред вълци                                              | 5      |                                                                                                   | лейтенант Клаус Клайхампел (в 2 серии: III, IV)  |
| 1978        | Утрото е неповторимо                                         |        |                                                                                                   | Драган Мицков                                    |
| 1975        | Неделните мачове                                             | 2 нов. |                                                                                                   | комсомолски секретар (във 2-рата новела: „Лято“) |
| 1974        | Откъде се знаем?                                             |        |                                                                                                   | Волфганг / немският офицер                       |
| 1974        | Селкор                                                       |        |                                                                                                   | учителят Димов                                   |
| 2004        | Хубава си, мила моя                                          |        |                                                                                                   | разказвачът                                      |
| ?           | Бракониери                                                   |        |                                                                                                   |                                                  |